# Gorebridge
Gorebridge – miasto w południowo-wschodniej Szkocji, w jednostce administracyjnej (council area) Midlothian, historycznie w hrabstwie o tej samej nazwie, położone nad strumieniem Gore Water, na północ od wzgórz Moorfoot Hills, około 19 km na południowy wschód od centrum Edynburga. W 2022 roku liczyło 8905 mieszkańców.
Miejscowość rozwinęła się w XVIII wieku. Stanowiła ośrodek wydobycia węgla (ostatnią kopalnię zamknięto w latach 90. XX wieku) i wapienia oraz produkcji prochu czarnego (w latach 1793–1875). W 1841 roku liczyła 240 mieszkańców, w 1881 roku – 1148. Rozbudowana w drugiej połowie XX wieku, kiedy wzniesiono rozległe osiedla mieszkalne. Współcześnie jest miastem satelickim wobec Edynburga.
W 1847 roku otwarto tu stację kolejową na linii Waverley prowadzącej z Edynburga do Hawick (wkrótce dalej do Carlisle). Stację zamknięto wraz z likwidacją linii w 1969 roku. W 2015 roku pod nazwą Borders Railway reaktywowano odcinek z Edynburga do Tweedbank, a wraz z nim stację w Gorebridge. 
Znajdują się tu ruiny XVI-wiecznej wieży rycerskiej Newbyres Castle, a 3 km na południowy wschód od miasta – zamek Borthwick.